# SBカプマックス
SBカプマックス（エスビーカプマックス）は、トウガラシ属の植物・野菜で、カプシクム・キネンセ (Capsicum chinense) の一品種である。1989年に金子良次によって開発された品種で、2004年11月8日にはエスビー食品から農林水産省に20年の有効期限で品種登録されている。登録品種第12,286号。
成熟した果実は赤く、長い楔形をしている。

## 特徴
辛味が非常に強く、トウガラシの辛さを量る単位のスコヴィル値は656,000程度で、キネンセ種のハバネロの2～6倍、ハバネロから選抜改良されたレッドサビナ種のものと比べても最大で2倍近くの辛さを持つ。2006年12月には世界一辛いトウガラシとしてギネス・ワールド・レコーズに認定されたが、3ヶ月後の2007年2月にはSBカプマックスの2倍近いスコヴィル値を持つインド・バングラデシュ原産の「ブート・ジョロキア」（キネンセ種）が認定され、その座は奪われている。